# 2006. évi téli paralimpiai játékok
A IX. Téli Paralimpiai Játékok 2006. március 10. és március 19. között Torinóban kerültek megrendezésre, egy hónappal a 2006. évi téli olimpiai játékok után. Olaszország most második alkalommal rendezett paralimpiát, hiszen itt tartották 1960-ban az I. Nyári Paralimpiát is (Róma volt a helyszín). 
Ez az első olyan paralimpia, amelyet egyenes adásban közvetített egy internetes televíziótársaság (ParalympicSport.TV).

## Sportágak
- Alpesi sí – kategóriák: álló, monosí (ülő), látássérült+vezető
- Kerekesszékes curling
- Sífutás – kategóriák: álló, monosí (ülő)
- Sílövészet – kategóriák: álló, ülő
- Ülő-jéghoki

## Éremtáblázat
| A IX. téli paralimpia éremszáma |                           |       |       |       |        |
| Helyezés                        | Ország                    | Arany | Ezüst | Bronz | Összes |
| 1                               | Oroszország               | 13    | 13    | 7     | 33     |
| 2                               | Németország               | 8     | 5     | 5     | 18     |
| 3                               | Ukrajna                   | 7     | 9     | 9     | 25     |
| 4                               | Franciaország             | 7     | 2     | 6     | 15     |
| 5                               | Amerikai Egyesült Államok | 7     | 2     | 3     | 12     |
| 6                               | Kanada                    | 5     | 3     | 5     | 13     |
| 7                               | Ausztria                  | 3     | 4     | 7     | 14     |
| 8                               | Japán                     | 2     | 5     | 2     | 9      |
| 9                               | Olaszország               | 2     | 2     | 4     | 8      |
| 10                              | Lengyelország             | 2     | 0     | 0     | 2      |
| 11                              | Bulgária                  | 1     | 6     | 2     | 9      |
| 12                              | Norvégia                  | 1     | 1     | 3     | 5      |
| 13                              | Ausztrália                | 0     | 1     | 1     | 2      |
| 13                              | Spanyolország             | 0     | 1     | 1     | 2      |
| 13                              | Svájc                     | 0     | 1     | 1     | 2      |
| 13                              | Szlovákia                 | 0     | 1     | 1     | 2      |
| 17                              | Csehország                | 0     | 1     | 0     | 1      |
| 17                              | Nagy-Britannia            | 0     | 1     | 0     | 1      |
| 19                              | Svédország                | 0     | 0     | 1     | 1      |

## Részt vevő országok

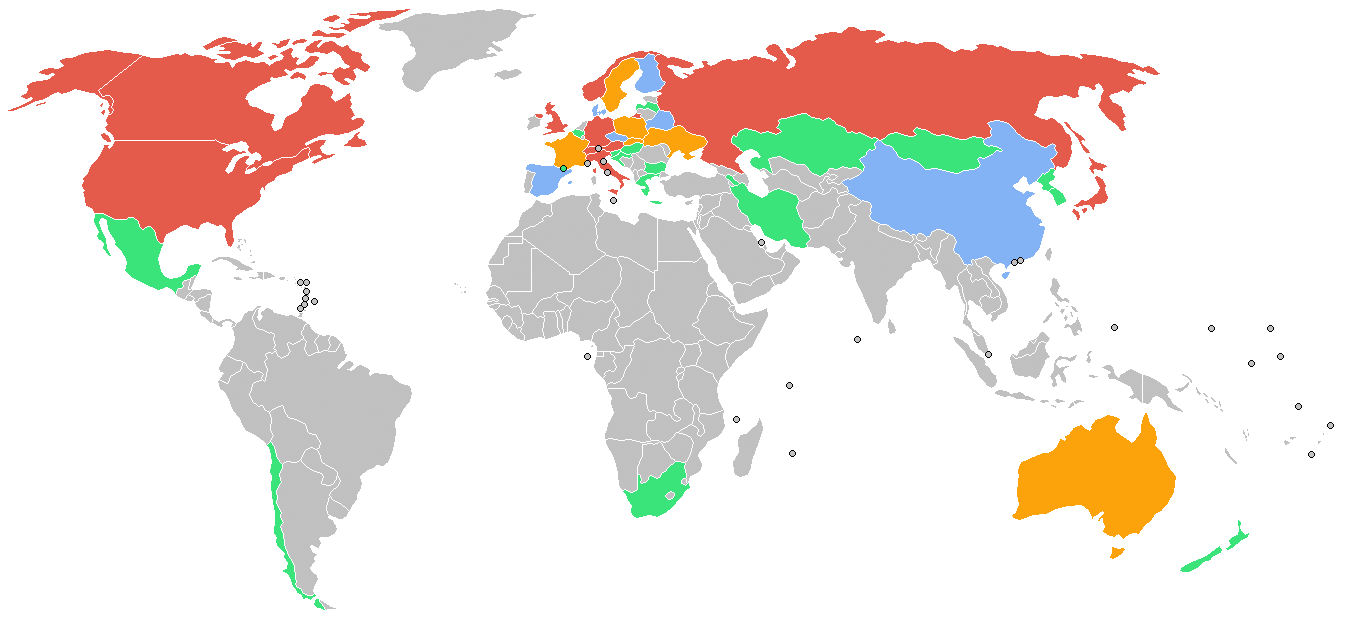
A részt vevő országok. Zöld: kevesebb, mint 5 sportoló; kék: 5–9; narancs: 10–19; piros: több, mint 20.

39 Nemzeti Paralimpiai Bizottság küldött csapatot a játékokra. (Az előző, 2002. évi, Salt Lake Cityben tartott téli paralimpián 36 ország vett részt.) Mexikó az egyetlen olyan ország, amely csak a téli paralimpiára küldött csapatot, míg magára a téli olimpiai játékokra nem. Összesen 486 sportoló vett részt a küzdelmekben, akik közül 385 férfi és 101 nő volt. (2002-ben az összes sportoló létszáma 430 volt.) Az alábbi nemzetek olimpiai csapatai küldtek sportolókat a játékokra: 
| - Amerikai Egyesült Államok - Andorra - Ausztrália - Ausztria - Belgium - Bulgária - Chile - Csehország - Dánia - Dél-Afrika - Dél-Korea - Fehéroroszország - Finnország - Franciaország - Görögország - Horvátország - Irán - Japán - Kanada - Kazahsztán |  |  |  |  | - Kína - Lengyelország - Lettország - Magyarország - Mexikó - Mongólia - Nagy-Britannia - Németország - Norvégia - Olaszország - Oroszország - Örményország - Spanyolország - Svájc - Svédország - Szlovákia - Szlovénia - Ukrajna - Új-Zéland |

## A magyar csapat
Magyarország csapata a második alkalommal szerepelt a téli paralimpiai játékok története során. Míg először 2002-ben még csak egy sportoló, Navratyil Sándor debütált, addig a mostani IX. Torinói Téli Paralimpián már Navratyil Sándor mellett Vass Ágnes is versenylehetőséghez jutott azzal, hogy mindketten megszerezték a részvételhez szükséges kvalifikációs jogot. A magyar versenyzőkről alkotott nemzetközi visszhang nagyon pozitívnak mondható, hiszen Magyarország nem erős nemzet a téli sportokban, és mindezek ellenére a két magyar sportoló az alpesi számok közül óriás-műlesiklásban és műlesiklásban is jól szerepelt (ülő Kategória).
Ma már elmondható, hogy vannak olyan magyar parasportolók, akik hazánkban a téli sport szerelmesei, és eredményükkel kiérdemelték, hogy részesei lehettek a torinói téli versenyeknek.
A két monosíző közül Vass Ágnes a 10. helyet szerezte meg óriás-műlesiklásban és a 9. helyet műlesiklásban, míg Navratyil Sándor a 39. helyet érte el óriás-műlesiklásban és a 29. helyet műlesiklásban a nagyon erős, és közel 60 főt számláló paralimpiai mezőnyben.